# Houmt Souk
Houmt Souk (arabe : حومة السوق [ħumɪt ɪl'suq]) est le chef-lieu administratif de l'île tunisienne de Djerba. Elle se situe à une vingtaine de kilomètres d'Ajim (point d'arrivée sur l'île par bac) et d'El Kantara (point d'arrivée sur l'île par la chaussée dite romaine). C'est la principale ville de la municipalité de Djerba-Houmt Souk qui est à la fois le chef-lieu d'une délégation et le siège d'une municipalité comptant quatre arrondissements pour 75 904 habitants (2014) et couvrant 176,54 km2 sans compter l'arrondissement de Mezraya. La ville de Houmt Souk abrite à elle seule une population de 44 555 habitants en 2004. La municipalité dépend du gouvernorat de Médenine.
La ville de Houmt Souk se serait développée sur l'emplacement d'une ancienne ville romaine appelée Gerba ou Girba, lieu de naissance de deux empereurs romains, Trébonien Galle et son fils Volusien ; elle a donné son nom à l'ensemble de l'île.
Les habitants de Houmt Souk sont appelés Souaga (pluriel de Sougui) par les autres habitants de l'île.

## Géographie

### Site
Houmt Souk est située sur une plaine de la côte nord de l'île dépourvue de cours d'eau. La nappe phréatique y est dans l'ensemble saumâtre, comme l'illustre la présence de puits artésiens creusés durant le protectorat français. Parmi ceux-ci figure celui de Bir Erroumi, profond de 767 mètres, dont l'eau est chaude et ferrugineuse.
La ville elle-même se divise en quatre secteurs : Taourit, Boumellel, Essouani et Ejjouamaâ, les autres secteurs de la municipalité étant Mellita, Hachène, Fatou, Mezraya, Cedghiane, Erriadh et Oualegh. Ces secteurs se situent dans les parties nord (Taourit et Essouani) et sud de la ville (Boumellel et Ejjouamaâ), le centre commerçant chevauchant les quatre secteurs.
La mer borde la ville au nord ; la profondeur des fonds marins est faible au large de Houmt Souk : il faut s'éloigner de neuf kilomètres des côtes pour atteindre la courbe de - 5 mètres. L'ampleur des marées y atteint par ailleurs 1,30 mètre.

### Climat
Le climat de Houmt Souk est de type méditerranéen, tempéré à tendance semi-aride, bénéficiant d'une brise maritime bienfaisante pendant l'été. La température annuelle moyenne se situe autour de 20 °C. La pluviométrie est d'environ 250 millimètres par an (249,92 millimètres pour les années 2003 à 2007) ; les printemps peuvent être venteux.

## Histoire
Houmt Souk serait née vers la fin du XIVe siècle, après la construction par les Hafsides du Borj El Kebir à la suite de l'expulsion des soldats d'Alphonse V d'Aragon. Toutefois, cette ville se serait développée sur l'emplacement d'une ancienne cité romaine appelée Gerba ou Girba qui était aussi un port et qui fut, au IIIe siècle, à côté de la cité de Meninx, la ville comptant la plus forte concentration de population sur l'île.
Kamel Tmarzizet indique que la table de Peutinger situe Girba au nord de l'île, et que l'historien latin Aurelius Victor précise que « la cité de Girba eut l'honneur de donner le jour à deux empereurs romains Gallus et son fils Volusianus ; ceux-ci eurent il est vrai un règne assez éphémère en 251 et 252 apr. J.-C. ».
Tmarzizet ajoute que des textes tirés des comptes-rendus des conciles de Carthage, rédigés par des auteurs latins, révèlent que Girba était le siège d'un évêché, que son évêque participa en 256 au premier concile de Carthage et que l'évêque Vincentius représenta tout le Sud tunisien au concile de Carthage en 525. Au Moyen Âge, des voyageurs arabes rapportent que « la cité de Girba était une ville morte, déserte de toute population mais dans un état de conservation relativement bon. Derrière ses remparts, on peut encore voir des demeures, des monuments et des temples à l'aspect magnifique et resplendissant ». Cette description est confirmée par l'historien et témoin oculaire, Et-Tijani, au début du XIVe siècle, qui précise que l'emplacement de Girba correspond à celui de l'actuelle Houmt Souk. Il dit qu'il s'agit « d'une ancienne cité dont les monuments, les remparts et les œuvres d'art sont construits en pierre de bel appareil ». Des fouilles effectuées dans le Borj El Kebir en 1975 ont permis d'exhumer une stèle en marbre blanc portant une dédicace à un empereur. Il s'agit d'un témoignage sur la localisation de la cité et sur l'existence à l'époque d'une république. Girba aurait été donc le témoin d'une multitude de civilisations : numide, punique, romaine, etc.

Les corsaires et pirates font du Borj El Kebir leur repaire pendant plusieurs siècles ; c'est ainsi que la fameuse bataille de Djerba a lieu à l'extrémité nord du site. Au XVe siècle, le voyageur Anselme Adorne parlait de la population et de leurs habitats carrés et entourés de vergers fertiles. Vers 1550, Léon l'Africain cité par Kamel Tmarzizet et par Salah-Eddine Tlatli en parle ainsi : 
« Tout près du fort, y a un gros village, là où logent les marchans étrangers, comme chrétiens, mores, turcs et s'y fait toutes les semaines un marché que l'on prendrait quasi pour une foire, à cause que tous les habitants de l'île s'y assemblent, joints aussi que plusieurs arabes de terre ferme s'y transportent avec leur bétail, y portant des laines en grande quantité. Mais ceux de l'île vivent de la facture et traficque des draps de laine, lesquels ils portent vendre ensemble le raisin sec dans la cité de Thunes [Tunis] et d'Alexandrie. »
 Houmt Souk est donc déjà à l'époque un centre commerçant dynamique avant de devenir un centre urbain important.

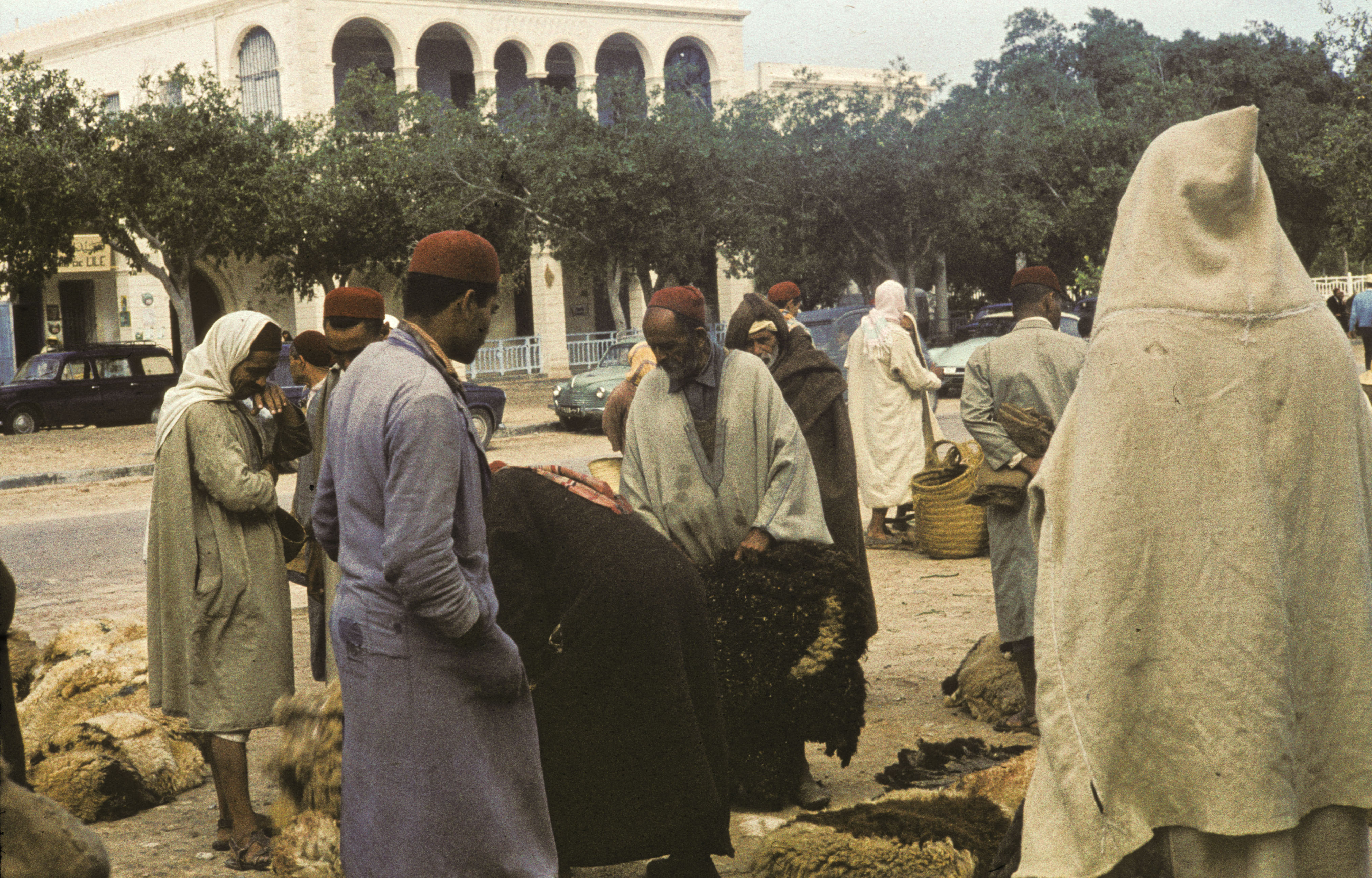
Marché de peaux sur l'actuelle avenue Habib-Bourguiba en 1960.

Sous le protectorat français (1881-1956), l'île de Djerba est divisée en douze cheikhats ; Houmt Souk est alors le chef-lieu du cheikhat de Taourit et, en décembre 1887 elle devient centre régional et chef-lieu administratif de Djerba. C'est dans le Borj El Kebir que, le 28 juillet 1881, les troupes françaises s'installent après avoir pris l'île. Elles y restent jusqu'en 1903, date à laquelle le fort passe aux mains des autorités tunisiennes alors que l'administration de l'île est passée de l'autorité militaire à l'autorité civile en 1890.
En 1956, lorsque la Tunisie obtient son indépendance, Houmt Souk devient le chef-lieu de l'unique délégation de Djerba. La circonscription de Houmt Souk est créée le 4 mars 1977 et la municipalité de Djerba-Houmt Souk le 8 avril 1985, date à laquelle deux délégations additionnelles voient le jour : Midoun et Ajim. Le 8 février de la même année, deux autres municipalités sont également créées. Le maire de Houmt Souk jusqu'au 14 janvier 2011 se nomme Hichem Bessi.

## Architecture et urbanisme

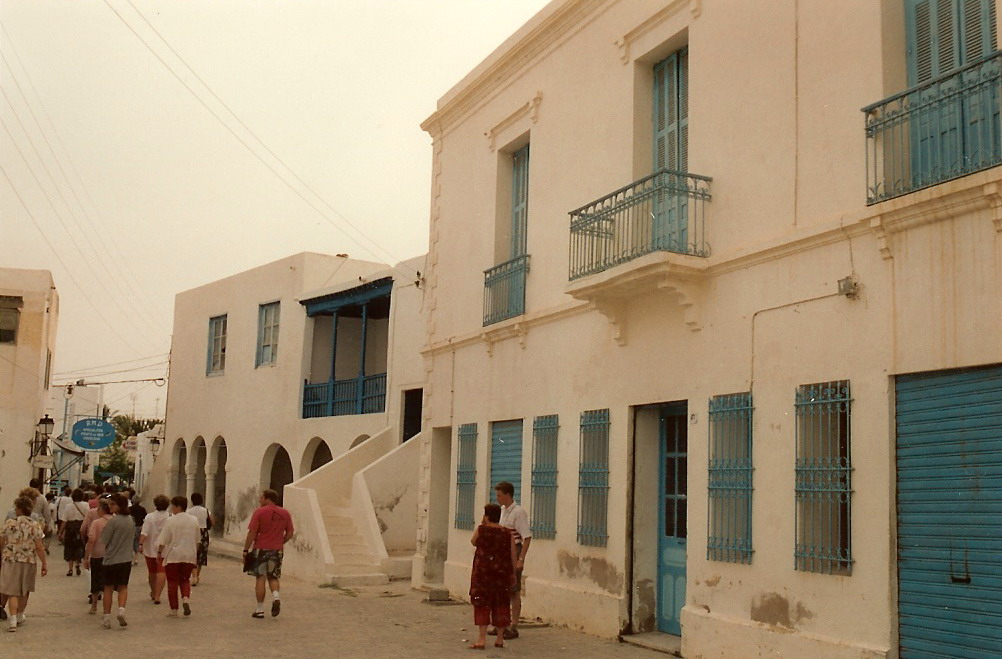
Rue de Houmt Souk.

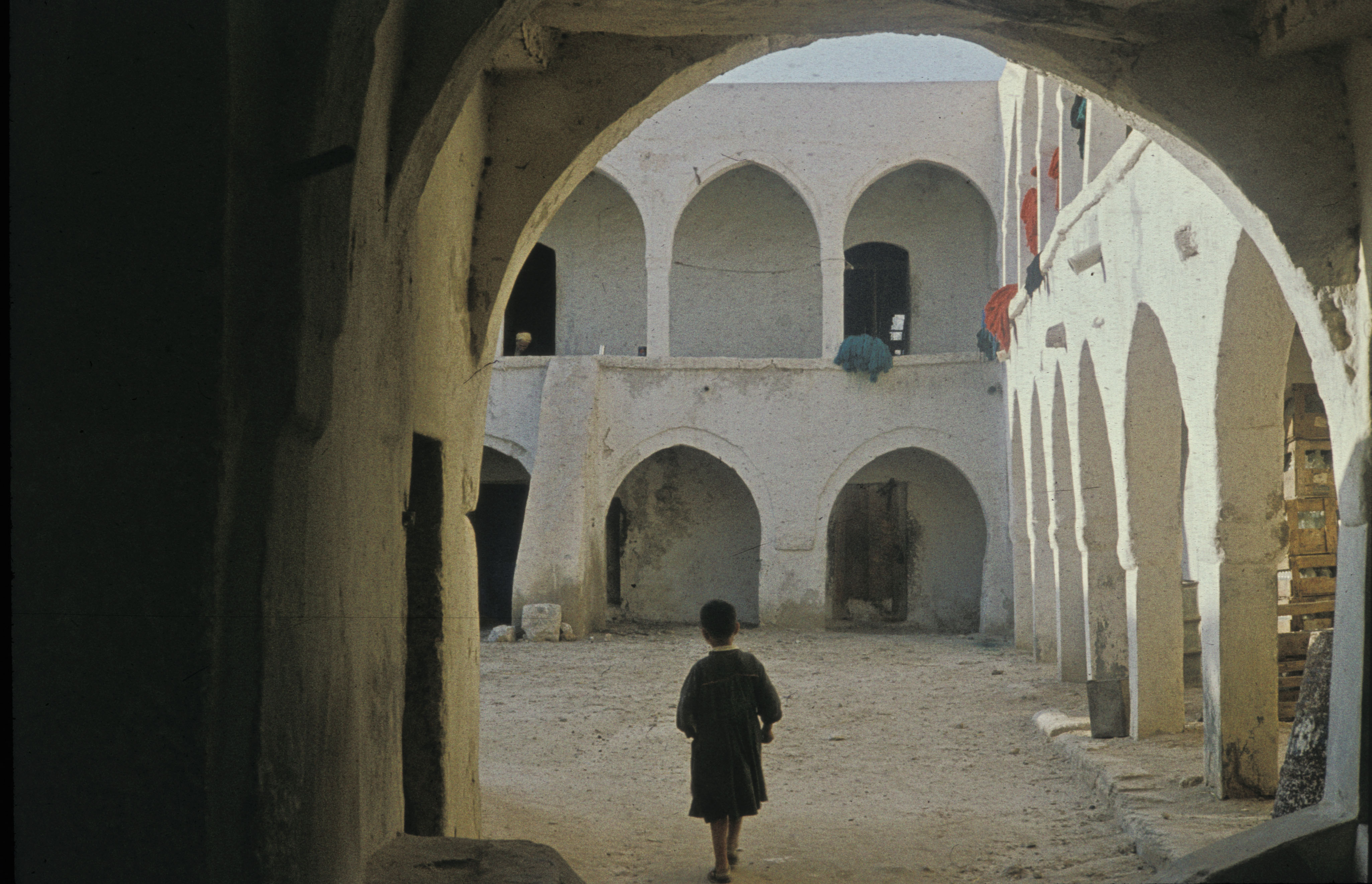
Entrée du fondouk Jomni.

Compte tenu de la densité de l'habitat au centre de Houmt Souk (650 habitants au km2 en 1995 alors que cette densité n'est que de 230 habitants au km2 dans le reste de l'île et de 56 habitants au km2 dans l'ensemble du pays), l'architecture y est parfois différente de celle du reste de l'île. Le menzel typique de Djerba n'y est pas toujours la norme et les constructions sont parfois rapprochées voire collées les unes aux autres. Toutefois, le concept du houch ouvrant sur une cour intérieure est généralement respecté pour les habitations et les fondouks. Mais une nouvelle architecture pour les habitations (sans cour intérieure) commence à être adoptée vers les années 1950 et n'a cessé de se répandre depuis. Il en est de même pour les coupoles et les demi-voûtes dont l'usage, autrefois systématique, cède de plus en plus la place aux plafonds plats. Les couleurs dominantes restent en revanche le blanc vif pour la maçonnerie et le bleu ciel pour les portes et fenêtres. À Houmt Souk, les constructions sont généralement harmonieuses et gardent un certain charme.
Le centre commerçant de la ville compte deux artères principales et plusieurs petites places reliées entre elles par des passages voûtés et des arcades (bortals) ainsi que des souks couverts de voûtes à arcades, comme le marché central construit au cours des années 1960 et le souk Erbaa beaucoup plus ancien. Ce dernier souk comporte deux rues couvertes perpendiculaires où chaque corps d'artisans (cordonniers, couturiers, fabricants de chéchias, etc.) avait autrefois son propre emplacement. De nos jours, il est avant tout un ensemble d'échoppes offrant surtout des produits d'artisanat. Juste à côté se trouve le souk des orfèvres.

Plusieurs anciens fondouks, construits pour la plupart entre le XVIe et le XIXe siècle à la suite du développement des activités commerciales, étaient déjà cités par Léon l'Africain : 
« Un grand commerce se fait au souk, car les fondouks de ce centre commercial sont toujours fréquentés par les marchands alexandrins, européens, turcs et tunisiens. Tous ces commerçants chrétiens, juifs et musulmans se trouvent réunis dans ces fondouks pour s'approvisionner... »
 Les fondouks suivent souvent le même schéma architectural : une cour intérieure généralement carrée et une succession de magasins au rez-de-chaussée avec une porte à puissante serrure, parfois éclairés d'une lucarne au-dessus, où les commerçants entreposent leurs biens. La cour abritait les bêtes de somme, les charrettes et leurs équipements. Au premier étage, où conduit un unique escalier, une galerie supportée par des colonnes et des arcs donne accès aux portes des multiples chambres ou de lieux d'entreposage. Situés pour la plupart au centre-ville, certains ont été aménagés en petits hôtels, auberges de jeunesse, petits centres commerciaux pour produits touristiques ou centres pour tissage et autres activités artisanales.
Le hammam Sidi Brahim, dit aussi hammam El Barouni, est un bain turc remontant au XVIIe siècle et qui, rénové à plusieurs reprises, continue d'être utilisé. Les anciennes boulangeries et surtout les ateliers de tissage (dont l'architecture est particulière à Djerba) avec leurs demi-voûtes et leur fronton triangulaire de style grec, de même que les anciens puits (avec leurs grandes ailes) qui servaient pour l'irrigation des champs d'orge, de sorgo et de lentilles ont également une architecture typique.
Par ailleurs, la ville conserve quelques monuments de style colonial comme le centre culturel Férid-Ghazi et le bureau des postes.
Comme la ville est née avant tout comme un centre commerçant, d'où son nom signifiant littéralement la localité du marché, ce dernier est localisé au centre et entouré des quartiers résidentiels. Avec l'urbanisation qui a suivi l'augmentation du nombre d'habitants (surtout après l'essor touristique), les quartiers résidentiels se sont rapprochés de plus en plus voire se sont confondus avec le centre commerçant dans certaines parties de la ville.
La zone côtière, autrefois désertée, est de plus en plus urbanisée et les ruelles « poudreuses » cèdent de plus en plus la place à des routes asphaltées.

### Édifices religieux
Houmt Souk est aussi connue pour ses multiples mosquées aux styles variés dont l'architecture est caractérisée par l'austérité et une « grande puissance de l'édifice » : plusieurs d'entre elles ont été construites dans un style particulier à l'île et trois mosquées sont classées monuments historiques. L'une des plus connues est la mosquée Barrazim dite Jemaâ El Ghorba (littéralement mosquée des Étrangers) qui remonte au XVe siècle et fut une médersa. Située dans le centre commerçant, rattachée au rite malikite, elle possède un grand minaret carré formé de deux tours et orné d'inscriptions coraniques ainsi que plusieurs coupoles. Quant à la mosquée Ghazi Mustapha, remontant au XVIe siècle et située au milieu du Borj El Kebir, elle a été construite par Ghazi Mustapha Bey, caïd installé par Dragut lors de la bataille de DjerbaElle possédait un haut minaret rond aujourd'hui disparu qui dominait la mer. Ces pierres de qualité furent utilisées pour des constructions au début du XXe siècle selon le professeur Charles Monchicourt cité par Kamel Tmarzizet.

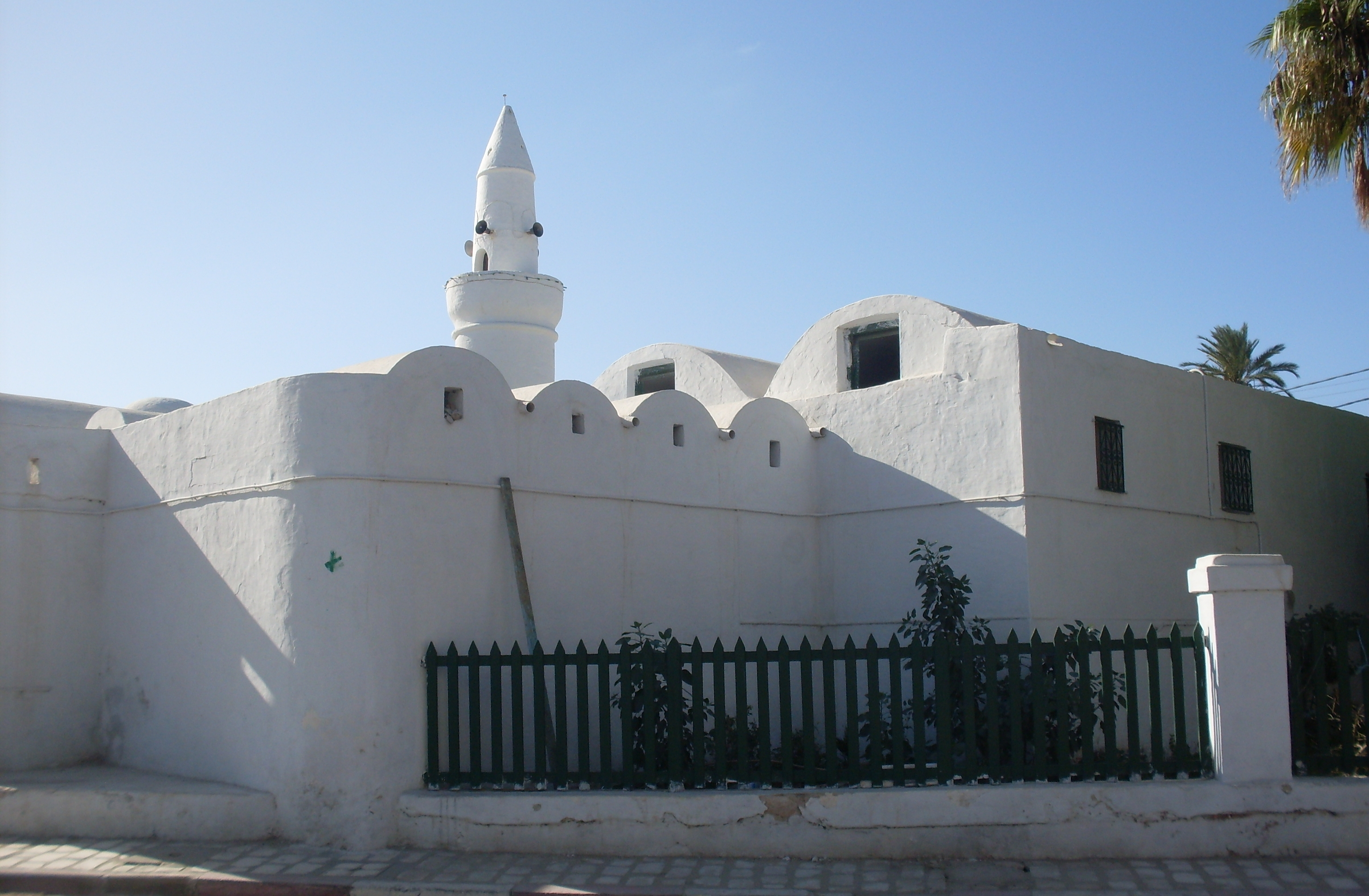
Mosquée des Turcs.

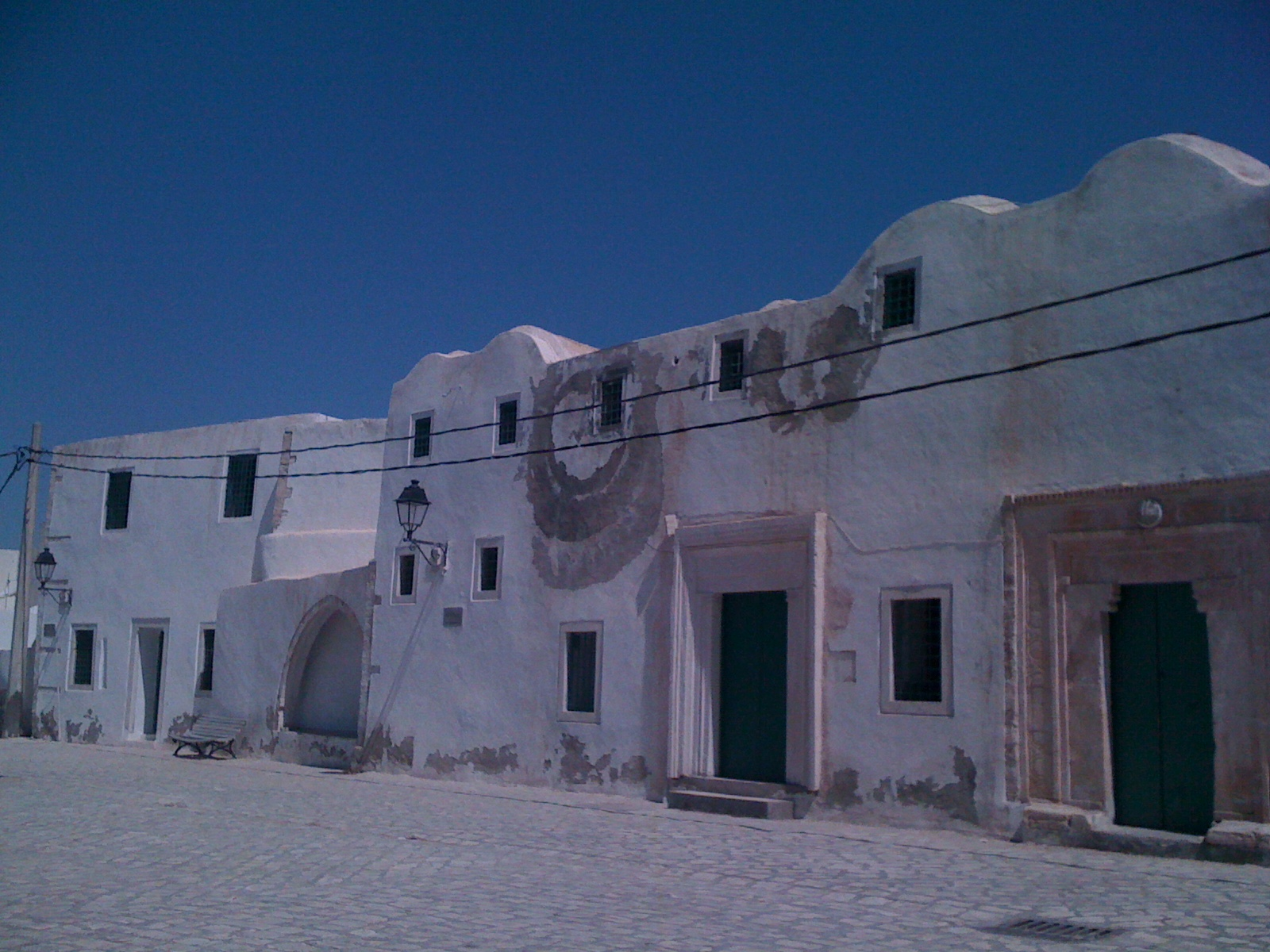
Mosquée Sidi Brahim El Jemni.

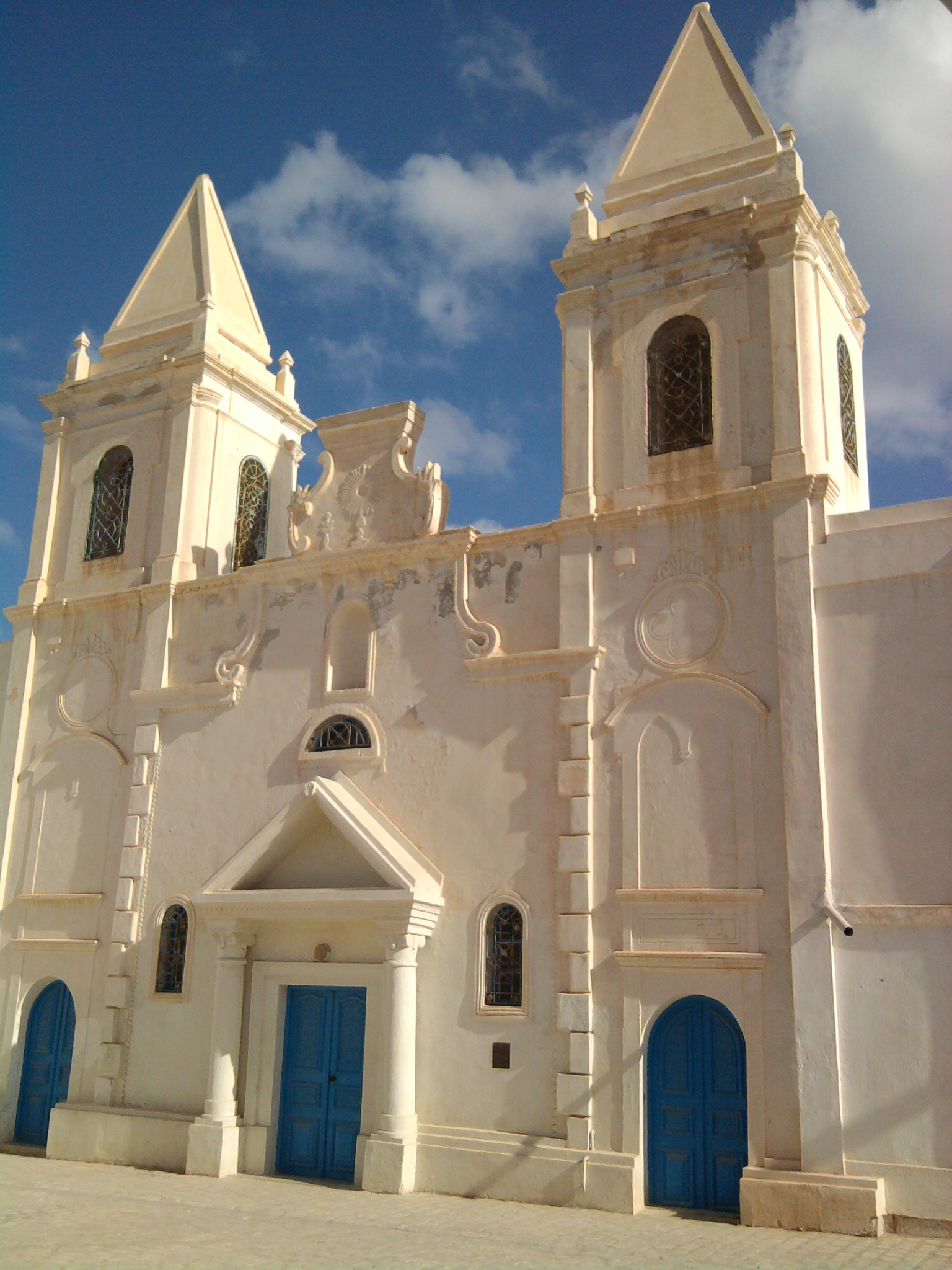
Église catholique Saint-Joseph.

Jemaâ Ettrouk (mosquée des Turcs) est une autre mosquée caractéristique, passée du rite hanéfite au rite malikite. Fondée au XVIe siècle sur les ordres du caïd Ghazi Mustapha Bey, cette mosquée est caractérisée par son minaret typique de style ottoman unique dans son genre sur toute l'île. Non loin de cet édifice on trouve Jemaâ Echeikh, mosquée aux multiples coupoles remontant au XIVe siècle ; son fondateur est un membre de la famille Smoumni qui domina Djerba de 1289 à 1560 ; cette mosquée a été restaurée en 1619, 1979 et 1991. La mosquée Sidi Brahim El Jemni ou Gemni, fondée comme médersa en 1674, sur les ordres du bey de Tunis, pour permettre au cheikh malikite Brahim El Gemni de diffuser son savoir à travers un enseignement surtout théologique, est agrandie en 1714 par Hussein Ier Bey. Elle comprend à l'origine des logements pour les étudiants, une bibliothèque et un hammam. Elle est coiffée d'un toit à voûtes multiples et d'une coupole aux tuiles vertes qui s'appuie sur des colonnes en marbre et des chapiteaux corinthiens provenant de l'antique Meninx. Une zaouïa abrite la tombe du saint.
Par ailleurs, trois autres mosquées sont dédiées à trois savants orthodoxes, propagateurs du rite malikite à Djerba : Sidi Zitouni ou Zeitouni (siège du musée du patrimoine traditionnel), appelée aussi Koubet El Kheil en raison d'une légende populaire qui s'y rattache, Sidi H'loulou et Sidi Bouakkazine. Cette dernière, située à proximité de la bibliothèque publique, est couronnée d'une coupole de tuiles vertes remontant au XVIIe siècle ; elle abrite le tombeau du saint ainsi qu'un puits symbolisant l'une des rares zaouïas féminines de Houmt Souk appelée Lella Gmira (autrefois visitée par les femmes ayant des problèmes de fertilité).
Plus loin, sur la route d'Ajim se trouve Sidi Bouzid de rite ibadite ; Sidi Youssef et Sidi Salem se situent quant à elles sur le littoral que longe la nouvelle voie rapide qui mène à l'aéroport alors que Sidi Zaid et Sidi Smael se trouvent sur la côte longée par la route qui mène vers la zone touristique. Sur la route qui mène à Mellita (ancienne route de l'aéroport) se trouvent Jemaâ Ejdid et Jemaâ El Kebir ou Jemaâ Aboumessouer. Jemaâ El Bessi avec son minaret particulier et Jemaâ El Guellal avec la légende qui s'y rattache se trouvent au sud-est de Houmt Souk.
La Coupole des combattants ou des martyrs (Goubbet El Moujahdine ou Goubbet Echouhada), située à proximité de Sidi H'loulou et de Jemaâ Ettrouk, est une petite construction carrée, basse, entourée de fer forgé et surmontée d'une coupole. Elle abrite trois tombes que les habitants de Houmt Souk honoraient en commémoration des milliers de Djerbiens morts pour défendre leur île.
Des légendes entourent plusieurs mosquées de Houmt Souk : Sidi Zitouni (mentionné plus haut) est l'une d'entre elles. Selon la légende, cette mosquée serait habitée par des djinns qui ne se manifesteraient que le soir ; c'est pourquoi les Djerbiens ont l'habitude de quitter cette mosquée au coucher du soleil. Les femmes de ces djinns seraient d'une beauté exceptionnelle et les Djerbiens qui avaient le courage de passer la nuit dans la mosquée était autorisés à épouser l'une de leurs femmes ; ces unions seraient à l'origine de la beauté des djerbiennes. Une autre légende est racontée autour de Jemaâ El Guellal : un potier du XIIIe siècle avait chargé des poteries que sa famille avait mis des mois à fabriquer sur une charrette pour les vendre. En cours de route, la charrette se renverse et il tombe avec ses poteries, qui se dispersent sur des dizaines de mètres. Il décide néanmoins de recenser ce qui pouvait être sauvé et, à son grand étonnement, toutes ses poteries sont intactes. Il livre alors son chargement et ramène l'argent à sa famille. Voyant une intervention divine dans son aventure, le potier décide d'édifier une mosquée sur le lieu de l'accident.
Il existe par ailleurs plusieurs petites synagogues à la Hara Kbira (quartier jadis exclusivement juif et actuellement mixte aux plans ethnique et religieux). De plus, une église catholique de style maltais a été érigée en 1848 (ou 1849 selon les sources) dans l'ancien quartier maltais des vieux fondouks, en plein centre de Houmt Souk, par un prêtre de la mission de saint Vincent de Paul, aidé par l'évêque Gaetano Maria de Ferrare. Dédiée à saint Joseph et faisant partie de l'archidiocèse de Tunis, elle a été reconsacrée en 2006. Il existe aussi une église grecque orthodoxe dédiée à saint Nicolas, patron des pêcheurs, fondée vers 1890 ; elle se trouve à proximité du port (actuelle marina), juste derrière l'hôtel Lotos, l'un des plus anciens de Djerba.

### Fort et Tour des crânes

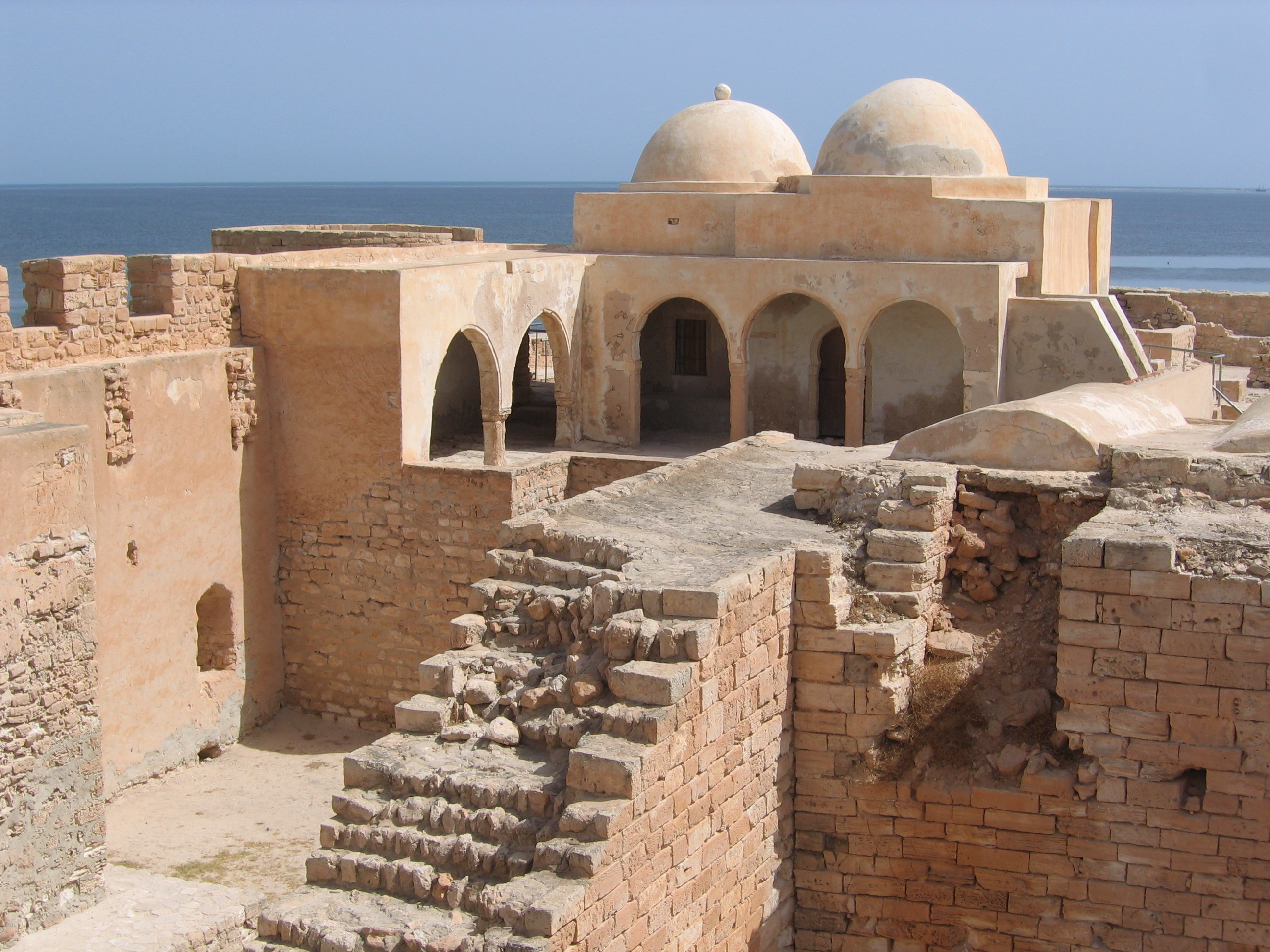
Cour du Borj El Kebir.

Le Borj El Kebir est un monument historique de 68 mètres de longueur sur 53 mètres de largeur, avec une muraille d'environ dix mètres de hauteur et de 1,20 à 1,50 mètre d'épaisseur Construit sur le front de mer, sur les ruines de la cité de Girba, il était à l'origine entouré d'un fossé d'environ douze mètres de largeur avec un pont-levis qui servit d'entrée jusqu'au XIXe siècle. Sa construction aurait été ordonnée vers 1392 et réalisée en 1432.
Il est aussi appelé Borj El Ghazi Mustapha, du nom du caïd installé à Djerba en 1559 par Dragut. Ce caïd agrandit et consolide le fort entre 1560 et 1567 ; une stèle en marbre relative à ces travaux, scellée primitivement dans l'un des murs intérieurs de l'entrée du fort, est actuellement exposée au musée national du Bardo à Tunis. En 1605, les autorités tunisoises s'emparent du fort qui passe par la suite entre les mains des Djerbiens. Il constitue alors la base de défense de l'île jusqu'au XIXe siècle, lorsque l'armée française l'occupe en 1881. Évacué par cette armée en 1903 et déclaré monument historique en 1904, il a été récemment restauré et transformé en musée.
À l'intérieur, des fouilles effectuées en 1975 ont permis de découvrir le fort primitif. Dans l'une des salles, une exposition des découvertes effectuées lors des fouilles relate son histoire. Une vue panoramique du haut des remparts permet de voir le port et un obélisque de neuf mètres de haut situé à l'ouest ; celui-ci rappelle l'emplacement du Borj-er-Rous, la Tour des crânes construite avec les ossements des adversaires de Dragut à la suite de sa victoire lors de la bataille de Djerba. La tour avait la forme d'une pyramide de 34 pieds de diamètre à sa base. Elle disparaît en 1848, sur l'ordre du bey de Tunis, et les ossements sont inhumés au cimetière chrétien de Houmt Souk. Pendant le protectorat français, un obélisque est édifié sur l'emplacement de la tour.
Il existait à proximité une deuxième tour des crânes, beaucoup plus petite que la première, construite en 1785 par le cheikh de l'île, Ibn Moussa Jelloud, après un défi lancé à une horde de pasteurs nomades voisins qui avaient attaqué Djerba ; cette tour, qui fut élevée pour donner une leçon à ces agresseurs, avait l'aspect d'une bouteille et s'est affaissée au début du XIXe siècle.

## Démographie
Houmt Souk, ville la plus peuplée de Djerba, abrite à elle seule plus du tiers de la population de l'île. Si l'habitat est très dispersé dans la plupart des localités, Houmt Souk et ses alentours connaissent en revanche une densité très élevée : elle était déjà de 474 habitants au km2 en 1956 alors que la moyenne de l'île était de 127 habitants au km2 et celle du reste de la Tunisie de 27 habitants au km2. Elle se monte à 650 habitants au km2 en 1995, alors que la densité moyenne de l'île est de 230 habitants au km2 et celle de l'ensemble de la Tunisie de 56 habitants au km2.
Des Maltais, Italiens, Français, Grecs et Arabo-berbères musulmans (en majorité sunnites malikites, mais aussi des ibadites), juifs et chrétiens (catholiques et grecques orthodoxes) ont longtemps vécu côte à côte à Houmt Souk. Les Maltais avaient leur quartier de fondouks au centre de Houmt Souk, alors que les Grecs avaient leur café, le Fattala, où figurait un portrait du roi Georges II de Grèce jusqu'en 1950. À partir des années 1950 et 1960, un mouvement migratoire essentiellement tourné vers la France a réduit sensiblement le nombre d'habitants européens et juifs de Houmt Souk. Par ailleurs, contrairement à d'autres localités de l'île, le nombre d'habitants berbérophones ibadites y est très limité. Plusieurs milliers de Juifs vivaient à la Hara Kbira, quartier autrefois exclusivement juif à densité très élevée. Ce quartier a vu beaucoup de familles musulmanes provenant du Sud tunisien s'y installer après le départ de familles juives, et ce surtout après les années 1960.
Toutefois, Houmt Souk a vu sa population augmenter considérablement vers la fin des années 1970 et le début des années 1980, à la suite de l'essor touristique et de l'exode des demandeurs d'emploi venus du continent.

## Culture
La coexistence d'habitants de souches ethniques (notamment arabes, berbères et noirs africains) et de rites religieux divers (sunnites malikites, sunnites hanafites, kharijites ibadites et juifs en majorité orthodoxes) a certainement contribué à la richesse et à la variété des cultures et traditions de cette ville. L'île de Djerba est une vraie mosaïque de cultures et de traditions et même l'accent de ses habitants ainsi que l'usage de certains vocables varient d'une localité à une autre. Ainsi, à Houmt Souk, l'accent est différent des autres localités et varie d'ailleurs sensiblement même d'un secteur à l'autre de la ville.
Un grand théâtre de plein air d'une capacité de 5 000 places, construit en 2004 entre la zone du port et le Borj El Kebir, abrite les grandes manifestations culturelles y compris celles du festival annuel d'Ulysse. Un club culturel, la maison de la culture Farid-Ghazi, et une maison de jeunes offrent diverses activités, en particulier aux jeunes. Une bibliothèque publique permet l'emprunt de livres à ses habitués. La ville tient, en juillet-août, le festival d'Ulysse qui organise des spectacles folkloriques, sportifs et culturels.

### Musées

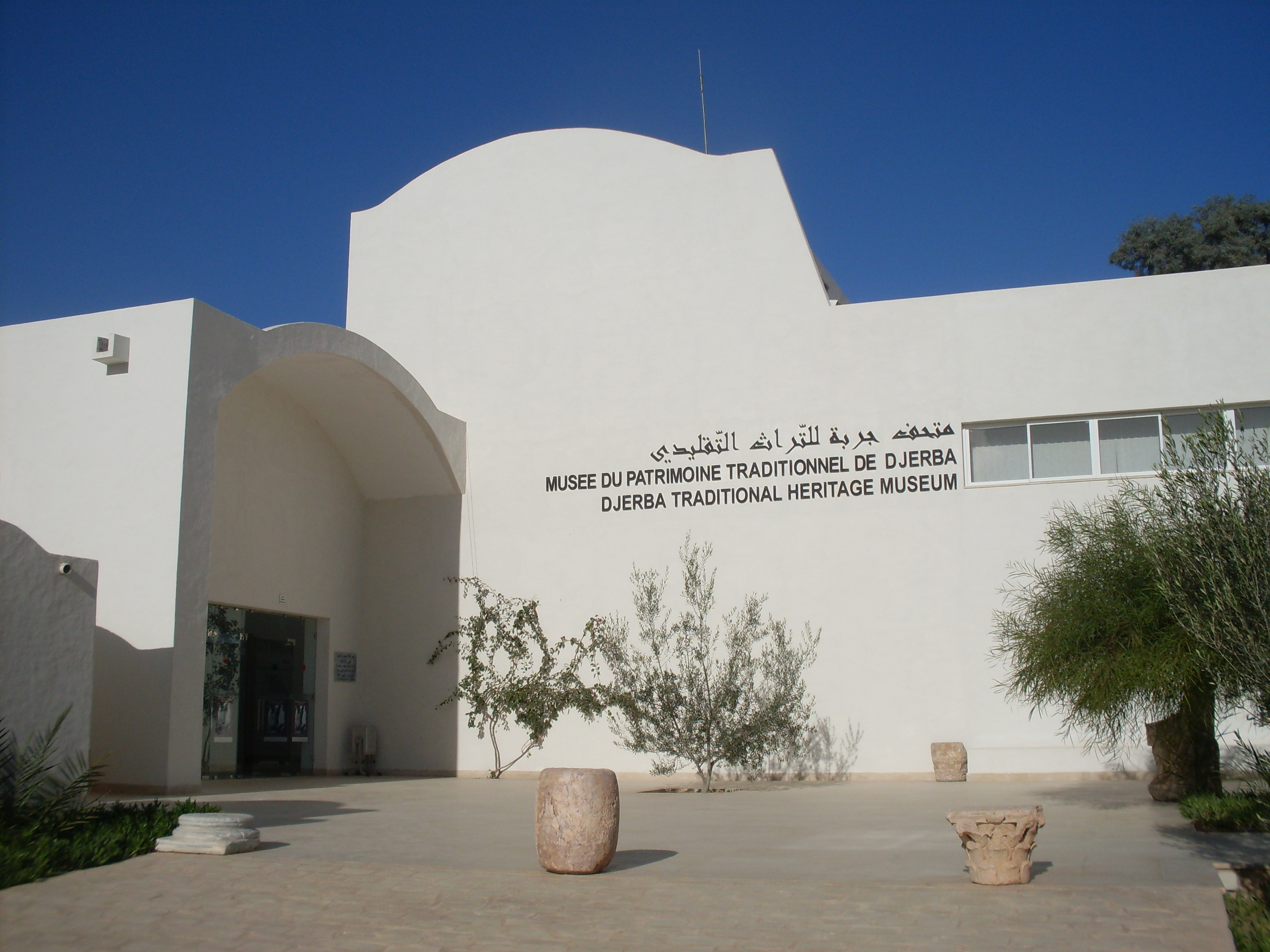
Entrée du musée du patrimoine traditionnel de Djerba.

Houmt Souk abrite un musée du patrimoine traditionnel de Djerba qui présente un panorama de l'histoire djerbienne. Il est installé dans une ancienne zaouïa de style mauresque, construite à la fin du XVIIIe siècle sous les ordres du caïd Ben Ayed en l'honneur des sages Sidi Zitouni ou Abou-Baker Ezzitouni (savant théologien sunnite) et Sidi Ameur, non loin de la mosquée des Étrangers. Ce musée permet de découvrir les richesses folkloriques de l'île, ses traditions et son économie à travers des bijoux cloisonnés et incrustés de verre coloré, des lampes en poterie ajourées, des métiers à tisser, des coffres, des costumes traditionnels de divers groupes sociaux et ethniques, des exemplaires du Coran et des coffres à Coran, des ustensiles de cuisine, un atelier de potier, des poteries de diverses tailles, naturelles et émaillées, de grandes jarres,, des stucs ciselés ou encore d'anciens carreaux en céramique.

### Costumes
Les habitants de Djerba, et en particulier les femmes, portent des costumes traditionnels qui diffèrent d'une localité à l'autre. Traditionnellement, la femme de Houmt Souk ne porte pas de chapeau contrairement à celle de Guellala par exemple pour qui le petit chapeau pointu traditionnel (pétasse) constitue un accessoire important. Pour sortir de chez elle, la femme de Houmt Souk se drapait dans un houli blanc (appelé houli guiam), sans broderie, porté au-dessus des habits d'intérieur.
Ce même type d'habit a des appellations et des couleurs différentes dans d'autres localités de l'île : bleu marine à petits carreaux à Guellala ou Midoun ou blanc brodé de rouge et de jaune à Mahboubine ou Mellita ; il prend alors le nom de melhfa, fouta ou h'rem. La femme et l'homme juifs de Houmt Souk portent quant à eux des habits traditionnels similaires à ceux des habitants musulmans mais qui peuvent toutefois être distingués grâce à un accessoire particulier. À l'intérieur, la femme de Houmt Souk revêt des houlis multicolores en coton ou en soie naturelle et de plus en plus en fibre synthétique. Sous celui-ci, elle porte une combinaison ou un seroual ricamou et un genre de corsage à grandes manches brodées appelé hassara. En hiver, elle porte une kamizouna (genre de tricot) sous la hassara.
Des habits spécifiques sont portés pour les mariages (r'dé, boundi, beskri, fouta zouizat, etc.), ceux-ci pouvant coûter des sommes considérables surtout lorsqu'ils sont réalisés en soie naturelle ou brodés de fil d'or et d'argent.
L'habillement de l'homme de Houmt Souk diffère également de celui des djerbiens des autres localités de l'île. Il porte plus souvent la jebba et le burnous en hiver alors que le kadroun et la k'baia sont plus courants dans les autres localités de l'île. Par ailleurs, l'homme de Houmt Souk avait tendance à se coiffer avec la chéchia de couleur rouge alors que le Djerbien des autres localités portait plutôt une kachta en général blanche, parfois au-dessus de la chéchia.

### Traditions
Beaucoup d'habitudes et de traditions sont communes à toute l'île de Djerba mais d'autres varient d'une localité à l'autre. Houmt Souk connaît ainsi des particularités pour les cérémonies de mariage, de circoncision, les mets préparés pour divers fêtes dont le Mouled quand on prépare la assida et la Achoura où l'on prépare un mets appelé maagoud à base de viande et de raisins secs réduits en purée. À cette occasion, les enfants se déguisaient en personnages appelés Guerdellif (homme) et Aljia (femme), et allaient de maison en maison chanter et danser pour recevoir en cadeau de l'argent.
Pendant les trois jours qui précèdent aussi bien l'Aïd el-Kebir que l'Aïd el-Fitr, appelés successivement Arfa Kaddhabia, Arfa Essighira et Arfa el-Kebira, et surtout durant ce dernier, les enfants jouissaient d'une grande liberté : ils recevaient de l'argent et allaient au marché (souvent en bandes et vêtus de vêtements neufs) s'acheter des jouets et des bonbons typiques fabriqués artisanalement (appelés sredek) ; ils étaient autorisés à passer pratiquement toute la journée à l'extérieur. Pendant l'Aïd el-Kebir, les enfants étaient également autorisés à s'initier à la cuisine et préparaient la segdida (genre de pot-au-feu au curcuma).
Pendant le Nouvel An de l'hégire (Ras el-Am el-Hijri), les enfants de Houmt Souk allaient de maison en maison et chantaient des chants typiques ; ils recevaient alors des fruits et des légumes secs. Les familles envoient encore de nos jours à leurs filles mariées un grand plat de couscous ou de pâtes, garni de morceaux spécifiques de viande séchée (kaddid) du mouton ou du veau tué à l'occasion de l'Aïd el-Kebir, des œufs durs, de la viande fraîche, des pois chiches et des fèves. La femme qui reçoit un tel plat offre en retour de l'argent à la personne qui le lui a apporté.
Le folklore de Houmt Souk est très coloré et les traditions très nombreuses et assez bien conservées. Elles renferment souvent une notion d'échange et de solidarité.

## Économie
L'économie de Houmt Souk était autrefois basée sur le commerce, l'artisanat (en particulier le tissage et le travail de la laine), la pêche ainsi qu'un peu d'agriculture (surtout l'arboriculture avec celle de l'olivier en première place). Dès les années 1960 et surtout à partir des années 1980, le tourisme, avec ses avantages et ses inconvénients, apporte une certaine prospérité à la population locale qui trouve un débouché supplémentaire pour les services et les produits de l'artisanat.
Bien que la zone touristique, avec ses premières plages de sable fin, soit située à plus de dix kilomètres du centre commerçant, la ville compte une multitude de petits hôtels, de restaurants et de boutiques de souvenirs qui attirent quotidiennement une foule de touristes venus en majorité d'Europe.

### Commerce

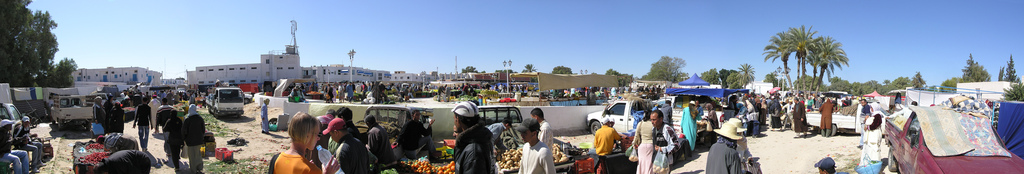
Marché de Houmt Souk.

Houmt Souk est le grand centre commerçant de Djerba, l'économie locale reposant essentiellement sur le commerce d'où le nom de Houmt Souk signifiant littéralement « localité du marché ». Cette vocation de Houmt Souk n'est pas récente : déjà Léon l'Africain en parlait au XVIe siècle : 
« Grand commerce [...] se fait au souk, car les fondouks de ce centre commercial sont toujours fréquentés par les marchands alexandrins, européens, turcs et tunisiens. Tous ces commerçants chrétiens, juifs et musulmans se trouvent réunis dans ces fondouks pour s'approvisionner. »

Quant à Jean Servonnet, cité par Salah-Eddine Tlatli en donnait en 1888 la description suivante : 
« On y rencontrait des indigènes venus de Raoussa, Bornou, Khordofan. Les habitants de Tombouctou traitaient des affaires avec ceux de Ouargla. Nègres, Touaregs s'y mêlaient. Des caravanes venaient y déverser on l'ivoire, leur poudre d'or, leurs œufs et leurs plumes d'autruches, leurs peaux de fauves et repartaient chargées de fins tissus, de fruits, de poissons séchés, d'huile, de sel [...] c'était un intermédiaire entre l'Afrique et la Méditerranée. »
Houmt Souk reste réputée pour ses souks achalandés et colorés qui attirent les habitants des localités avoisinantes ainsi que de nombreux touristes. Il existe plusieurs marchés spécialisés : animaux, poissons, fruits et légumes, herbes et épices, orfèvres, antiquaires, chaudronniers, etc. À Djerba, chacune des localités les plus importantes a son propre jour de marché ; Houmt Souk en a deux : le lundi et le jeudi.
Le souk Erbaa (quatre rues croisées et couvertes), marché couvert formé d'un labyrinthe d'allées aux toits en semi-voûtes, regroupait les artisans tailleurs, cordonniers, bijoutiers, etc. Autrefois, ses portes fermaient à la nuit tombante et beaucoup de magasins restaient fermés le samedi compte tenu du nombre élevé de commerçants et d'artisans juifs qui y avaient leurs échoppes. C'est un marché actuellement approvisionné de produits d'artisanat et très fréquenté par les touristes. Le souk des orfèvres est mitoyen du souk Erbaa.
Les jours de fermeture hebdomadaire de l'administration locale sont le samedi après-midi et le dimanche, les commerçants juifs fermant le vendredi après-midi et le samedi pour le shabbat. La plupart des autres commerçants ferment quant à eux le vendredi et les coiffeurs le mercredi. Ces fermetures différenciées font que le centre-ville reste animé tous les jours de la semaine.

### Artisanat

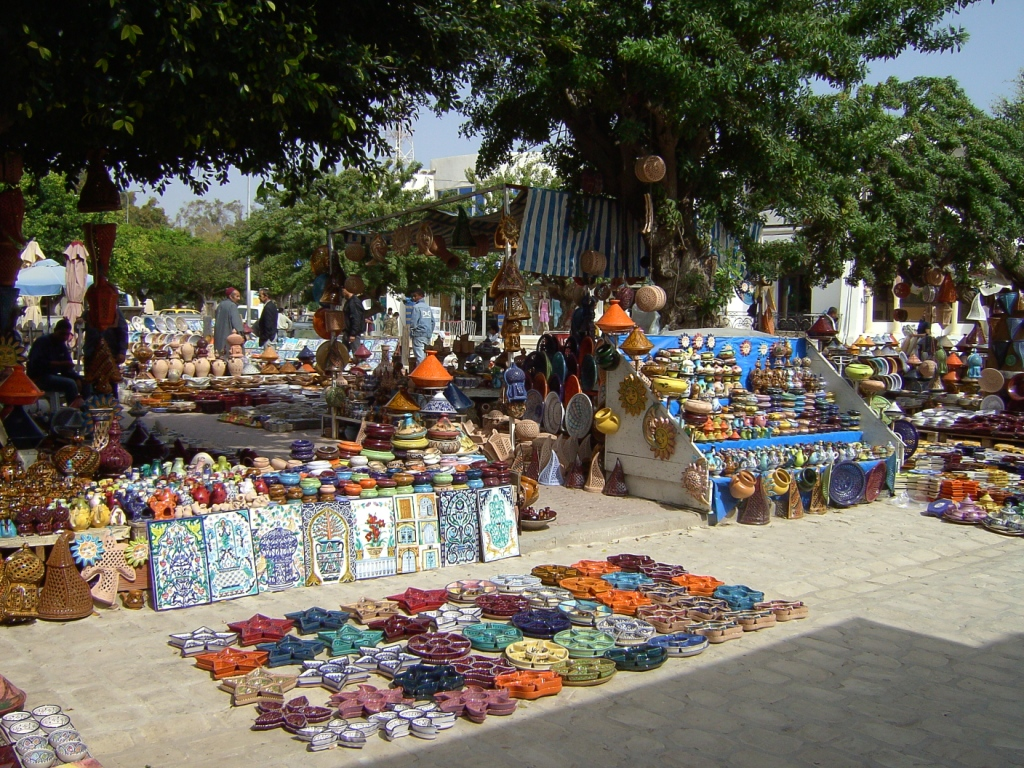
Souk des potiers.

L'artisanat procure un nombre considérable d'emplois. Si les activités artisanales sont variées dans la ville, celles liées à la laine sont les plus répandues et sont exercées aussi bien par les hommes que par les femmes. Il y a déjà plus de quatre siècles, des renseignements donnés par Cirni, l'un des survivants de la bataille de Djerba de 1560, reproduits par Charles Monchicourt et cité par Salah-Eddine Tlatli indiquaient que « les habitants tissent avec de la laine fine de très beaux baracans (couvertures) en étoffe mince, ornés de soie et plus longs qu'un tapis ordinaire ». Léon l'Africain citait aussi au XVIe siècle la faracha gerbi (couverture) comme l'un des principaux produits de la cité. Le tissage, qui a fait de Djerba pendant près d'un millénaire et jusqu'au XIXe siècle l'un des principaux centres textiles pour le travail de la laine de tout le nord de l'Afrique, reste (malgré la concurrence des industries textiles) une activité importante à Houmt Souk. Le travail de la laine fait ainsi vivre un nombre important de familles et les activités vont du lavage dans l'eau de mer des peaux lainées (venant le plus souvent de l'extérieur de l'île), au blanchissage au soleil, au plâtre et au soufre, puis viennent le cardage, le filage, la teinture et ensuite le tissage sans oublier la commercialisation. C'est une source de revenu importante aussi bien pour la population féminine que masculine,.
Le tissage de houlis en coton et en soie naturelle, y compris les beskris brodés de fil d'or, d'argent doré et de pure soie (destinés en premier lieu à l'usage local), remonte à plusieurs siècles et continue d'occuper des artisans de plus en plus concurrencés par des ateliers mécanisés (à l'exception du beskri qui reste exclusivement fait main).
La fabrication de margoums, de kilims et surtout de tapis haute laine et en soie s'est beaucoup développée avec l'essor touristique. Il s'agit d'activités traditionnellement féminines tout comme la broderie des hassaras, des trousseaux de mariage et des tenues traditionnelles pour cérémonies.
L'orfèvrerie, jadis pratiquée presque exclusivement par les artisans juifs (spécialisés surtout en bijoux cloisonnés incrustés de pierres dures de diverses couleurs) est de plus en plus pratiquée par de jeunes artisans musulmans. Le travail du cuir, et en particulier la cordonnerie et la fabrication de sacs de voyage en peaux de chameaux, ainsi que la natterie et la vannerie se sont aussi développés avec le nouveau marché procuré par le tourisme.

### Pêche

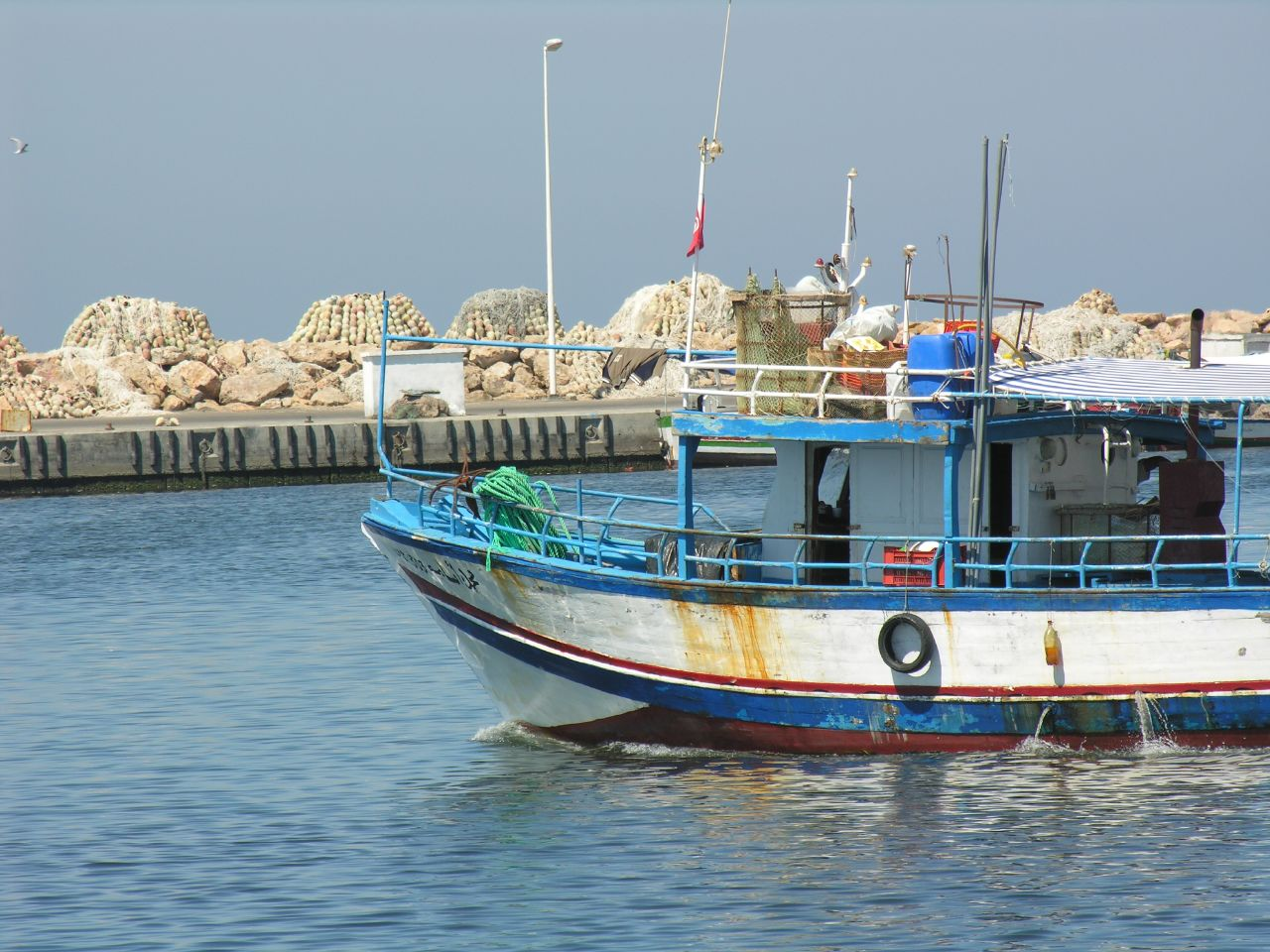
Bateau quittant le port.

Le port de Houmt Souk, est le premier port de pêche de l'île, en particulier pour la pêche des mollusques ; de grandes quantités de jarres en terre cuite qui y sont déposées servent à la pêche au poulpe, dont plusieurs procédés sont typiques de Djerba. Les habitants sont en effet friands de poulpes, de seiches et de calmars qu'ils utilisent pour préparer des spécialités. Le poisson pêché est vendu frais mais certaines espèces comme le poulpe et le fretin (ouzaf) sont aussi séchés car ils jouent, sous cette forme, un rôle important dans la gastronomie locale. Une conserverie de poisson a ainsi été construite au port. Cependant, et jusqu'aux années 1960, ce port possédait « une flottille de Mohones (appelées lencha) en bois naviguant à l'origine à la voile, puis avec l'appoint de moteurs et assurant le trafic de marchandises lourdes (jusqu'à cent tonnes) et parfois de passagers entre Tunis et surtout Sfax et Djerba ». En 1964, Houmt Souk comptait 297 barques et 746 marins.
Outre la pêche, le port est utilisé de nos jours comme port de plaisance ; une marina a été aménagée au cours de ces dernières années et compte plusieurs cafés et restaurants ainsi que des unités de logement.
Par ailleurs, des excursions en mer sont organisées surtout vers la presqu'île de Ras R'mal, une langue de terre inhabitée au large de Houmt Souk et un refuge pour les oiseaux migrateurs (en particulier pour les flamants roses) ; des dauphins peuvent parfois être observés au large. L'une des particularités de Houmt Souk est la vente du poisson « à la criée » : cette vieille tradition de vente de poisson aux enchères qui existait dans plusieurs endroits de l'île n'a été maintenue qu'à Houmt Souk. Les pêcheurs enfilent le poisson pêché en chapelets (entre cinq et dix poissons par chapelet selon la taille du poisson) à l'aide de fines tiges de régimes de palmier et le livrent au crieur public après avoir convenu d'un prix minimum. Le crieur public (dallel), assis sur une haute chaise, montre le lot (chouk), annonce le prix de base et regarde les acheteurs qui peuvent faire des offres à la hausse par hochement de tête voire un simple regard ou un clin d'œil, l'essentiel étant de ne point baisser la tête et de garder un contact visuel avec le crieur. Il est important de connaître les usages ainsi que les variétés de poisson pour bien acheter.

### Industrie
De petites unités d'industrie textile se sont implantées à Houmt Souk dès les années 1970. Elles produisent surtout du tissu d'ameublement, du tissu éponge et des articles traditionnels comme le houli, la fouta et la melhfa. Il existe également quelques unités de confection et de production de fromage.

## Infrastructures et transport
Houmt Souk compte plusieurs établissements scolaires aussi bien primaires que secondaires, dont trois lycées, une école des métiers, six écoles préparatoires, une école hôtelière et un centre sectoriel de formation en énergie. Par ailleurs, la ville abrite un hôpital régional et des dispensaires publics ainsi que plusieurs pharmacies et cliniques privées dont un centre de dialyse.
La ville dispose par ailleurs de bureaux de poste et de télécommunications, plusieurs banques, un office du tourisme, un syndicat d'initiative, plusieurs agences de voyages et de location de véhicules et plusieurs petits hôtels et reataurants.
Un réseau d'autobus publics relie Houmt Souk aux principales localités de Djerba et en particulier à la zone touristique. Toutefois, les taxis, individuels ou collectifs, nombreux et bon marché, restent le moyen de transport le plus rapide. Quelques calèches tirées par des chevaux, vestige d'un passé où ils furent le moyen de transport principal des habitants de Houmt Souk, sont encore utilisées, aussi bien par les touristes que par les locaux. Il est également possible de louer des vélos et des vélos-moteurs pour se déplacer dans la ville. Des autobus modernes et des voitures de « louage » (taxi circulant entre Houmt Souk et le continent) permettent de voyager en dehors de Djerba ; la gare routière est située en plein centre-ville.
Il existe un bon réseau de routes goudronnées, aussi bien à l'intérieur de Houmt Souk qu'entre la ville et les autres localités de l'île. L'aéroport international de Djerba-Zarzis est situé à environ neuf kilomètres à l'ouest du centre-ville.

## Sport
Houmt Souk possède depuis plus d'un demi-siècle une équipe de football, l'Association sportive de Djerba qui a toutefois connu des périodes plus ou moins fastes. La ville est équipée d'un stade situé au centre-ville et d'une salle omnisports couverte qui peut abriter jusqu'à 1 200 spectateurs.
Houmt Souk organise tous les ans, au mois de septembre, une régate de planche à voile.

## Jumelages
La ville de Houmt Souk a développé des relations de coopération avec des villes via l'établissement de relations de jumelage :
- Ithaque (Grèce) depuis le 28 août 1993
- Agde (France) depuis le 9 septembre 1996

Elle a également conclu des accords de coopération avec la ville d'Helmstedt (Allemagne) et la région de Corse (France).